# Gonomyia (Leiponeura) fimbriata
Gonomyia (Leiponeura) fimbriata is een tweevleugelige uit de familie steltmuggen (Limoniidae). De soort komt voor in het Afrotropisch gebied.